# Antonio Scurati
Antonio Scurati (Napoli, 25 giugno 1969) è uno scrittore e giornalista italiano.
È noto per la sua pentalogia sulla vita di Benito Mussolini e il fascismo. Il primo libro M. Il figlio del secolo, pubblicato nel 2018, vince il Premio Strega nel 2019 e ne viene tratta una serie televisiva. 

## Biografia
Di madre napoletana e di padre di Cusano Milanino, cresciuto tra Venezia e Ravello, Scurati si è laureato in Filosofia all'Università degli Studi di Milano; prosegue gli studi all'École des hautes études en sciences sociales di Parigi, e completa la sua formazione conseguendo un dottorato di ricerca in Teoria e analisi del testo all'Università degli Studi di Bergamo. Professore a contratto nell'ateneo bergamasco, coordina il Centro studi sui linguaggi della guerra e della violenza. Sempre presso l'Università di Bergamo insegna Teorie e tecniche del linguaggio televisivo.
Nel 2005 diviene ricercatore in Cinema, Fotografia, Televisione e nel 2008 si trasferisce all'Università IULM di Milano, dove è professore associato e svolge attività nell'ambito del Laboratorio di Scrittura Creativa e del Laboratorio di Oralità e Retorica nelle lauree triennali. Nella stessa università è anche co-direttore del master di scrittura Arti del racconto, insieme a Gianni Canova, in cui tiene corsi dedicati all'epica e alla scrittura narrativa basata su documenti.
Ha pubblicato nel 2003 il saggio Guerra. Narrazioni e culture nella tradizione occidentale, finalista al Premio Viareggio. Il suo romanzo Il sopravvissuto (2005) ha vinto (ex aequo con Pino Roveredo) la XLIII edizione del Premio Campiello e il Premio nazionale letterario Pisa per la Narrativa. Nel 2006 ha pubblicato una versione riveduta del suo romanzo d'esordio, Il rumore sordo della battaglia; lo stesso anno esce il saggio La letteratura dell'inesperienza. Scrivere romanzi al tempo della televisione, una riflessione su media, Dadaismo, letteratura e Umanesimo.
Collabora col settimanale Internazionale e il quotidiano La Stampa. Nel 2007 pubblica Una storia romantica; nel medesimo anno realizza per Fandango il documentario La stagione dell'amore, un film che indaga sul tema dell'amore nell'Italia contemporanea, riprendendo l'inchiesta realizzata nel 1965 da Pier Paolo Pasolini in Comizi d'amore. Nel 2009 pubblica Il bambino che sognava la fine del mondo, romanzo che mescola realtà e finzione, prendendo spunto dalla cronaca per descrivere impietosamente la fame di tragedie da parte dei mass-media e del mondo dell'informazione in generale.
Nel 2010 pubblica Gli anni che non stiamo vivendo. Il tempo della cronaca, una raccolta di articoli sui principali fatti contemporanei di cronaca nera, politica e attualità. Nello stesso anno affronta i medesimi argomenti con la rubrica "Lettere dal nord" all'interno del programma televisivo Parla con me. Nel 2015 è uscito, ancora per Bompiani, Il tempo migliore della nostra vita, opera fra il romanzesco e il biografico, dedicata alla vita di Leone Ginzburg, Premio Selezione Campiello e Premio Viareggio 2015.
Nel settembre 2018 pubblica M. Il figlio del secolo, il primo volume della serie di cinque romanzi storici su Benito Mussolini mirata a raccontare la storia d'Italia dal 23 marzo 1919 - giorno della fondazione dei Fasci italiani di combattimento - sino al 1945. M. Il figlio del secolo si chiude col discorso pronunciato il 3 gennaio 1925 alla Camera dei deputati. Alcuni errori storici presenti nella prima edizione del volume sono stati sottolineati nella recensione sul Corriere della Sera di Ernesto Galli della Loggia, cui l'autore, pur ammettendo alcune sviste, ha risposto sulle colonne dello stesso quotidiano argomentando che l'epoca attuale necessiti di "una cooperazione tra il rigore della scienza storica e l'arte del racconto romanzesco". Il 5 luglio 2019 il libro vince il Premio Strega.
Il 20 settembre 2019 il Corriere della Sera annuncia l'inizio della collaborazione di Scurati al quotidiano.
Nel settembre 2020 esce M. L'uomo della provvidenza, nel settembre 2022 il terzo volume della serie, M. Gli ultimi giorni dell'Europa, che copre gli anni fatali precedenti all'ingresso dell'Italia nella seconda guerra mondiale nel giugno 1940. In occasione dell'uscita, nel corso di un'intervista, parla di Giorgia Meloni definendola "erede di Mussolini".
Nel dicembre del 2023, pubblica il saggio Fascismo e populismo. Mussolini oggi, in cui traccia dei parallelismi fra la retorica del regime fascista e quella dei leader sovranisti e populisti moderni.
Nell'aprile del 2024, il nome di Scurati entra nel circuito mediatico poiché, inizialmente invitato come ospite della puntata del 20 aprile del programma Chesarà..., in onda su Rai 3, in cui avrebbe dovuto esporre un monologo sull'Anniversario della liberazione d'Italia; l'intervento consisteva in una versione ridotta di un articolo pubblicato su La Repubblica il giorno precedente, in cui l'autore ricordava l'assassinio di Giacomo Matteotti e le stragi nazifasciste delle Fosse Ardeatine, di Sant’Anna di Stazzema e di Marzabotto, accusando quindi Fratelli d'Italia, partito membro della maggioranza a sostegno del Governo Meloni, di non aver mai ripudiato il suo passato neo-fascista". Tuttavia, l'intervento di Scurati è stato in seguito annullato, scelta criticata dai partiti di opposizione e dal sindacato interno Usigrai, nonché dalla stessa conduttrice del programma, Serena Bortone.
Il direttore dell'Approfondimento della Rai, Paolo Corsini, e la Presidente del Consiglio, Giorgia Meloni, hanno entrambi negato le accuse di censura, sostenendo invece che la scelta fosse dovuta a divergenze sul compenso economico da destinare a Scurati; questa versione, però, è stata smentita sia dall'autore, che afferma che il prezzo è stato "consensualmente pattuito e perfettamente in linea con quello degli scrittori che mi hanno preceduto" e ha definito il commento di Meloni "una violenza" nei suoi confronti, sia da Bortone, che ha comunque letto di persona il monologo durante la puntata di Chesarà....
Inoltre, un'inchiesta di La Repubblica ha rivelato l'esistenza di una comunicazione interna alla Rai che parlava esplicitamente di "motivi editoriali" in riferimento alla cancellazione dell'intervento. Il testo integrale dell'intervento di Scurati, condiviso anche da Meloni su Facebook, è stato poi ripubblicato dai giornali e letto anche da Massimo Gramellini e Roberto Vecchioni durante la puntata del 20 aprile della trasmissione In altre parole, in onda su LA7. In conseguenza delle polemiche suscitate dal caso Scurati, la dirigenza della Rai ha sospeso per sei giorni la conduttrice del programma; la trasmissione è stata poi esclusa dal nuovo palinsesto 2024-2025 e la conduttrice demansionata a conduzioni radiofoniche.
Nell'autunno 2024 e nella primavera 2025 escono la quarta e quinta parte della serie su Mussolini: M. L'ora del destino e M. La fine e il principio.
Nel marzo 2025 vince il 'Premio letterario La Tore isola d'Elba'.

## Opere

### Romanzi
- Il rumore sordo della battaglia, Collana Scrittori italiani e stranieri, Milano, Mondadori, 2002, ISBN 978-88-045-0064-3. - II ed., Milano, Bompiani, 2006, ISBN 978-88-4525-634-9. [Vincitore del "Premio Letterario Edoardo Kihlgren Opera Prima"]
- Il sopravvissuto, Milano, Bompiani, 2005, ISBN 978-88-4523-385-2.
- Una storia romantica, Collana Narratori italiani, Milano, Bompiani, 2007, ISBN 978-88-452-5962-3. [Vincitore del 34º Premio Letterario Internazionale Mondello-Città di Palermo per la Sezione Autori Italiani]
- Il bambino che sognava la fine del mondo, Collana Narratori italiani, Milano, Bompiani, 2009, ISBN 978-88-452-6241-8. [Candidato al premio Strega 2009]
- La seconda mezzanotte, Collana Narratori italiani, Milano, Bompiani, 2011, ISBN 978-88-4526-775-8.
- Il padre infedele, Collana Narratori italiani, Milano, Bompiani, 2013, ISBN 978-88-4527-409-1. [Candidato al Premio Strega 2014; finalista del Premio letterario "Alassio Centolibri. Un Autore per l'Europa"]
- Il tempo migliore della nostra vita, Collana Narratori italiani, Milano, Bompiani, 2015, ISBN 978-88-4527-913-3. [Vincitore del Premio Viareggio Repaci]

#### Il romanzo di Benito Mussolini
La pentalogia è incentrata sulla biografia del dittatore italiano e la storia del regime fascista. L'uscita del quinto e ultimo volume della serie cade nell'aprile 2025, ottant'anni dopo la morte del despota e anniversario della liberazione d'Italia.
- I.  M. Il figlio del secolo, Collana Narratori italiani, Milano, Bompiani, 2018, ISBN 978-88-4529-813-4. [Vincitore del Premio Strega 2019]
- II.  M. L'uomo della provvidenza, Collana Narratori italiani, Milano-Firenze, Bompiani, 2020, ISBN 978-88-301-0265-1.
- III.  M. Gli ultimi giorni dell'Europa, Collana Narratori italiani, Milano-Firenze, Bompiani, 2022, ISBN 978-88-301-0496-9.
- IV.  M. L'ora del destino, Collana Narratori italiani, Milano-Firenze, Bompiani, 2024, ISBN 978-88-301-0497-6.
- V.  M. La fine e il principio, Collana Narratori italiani, Milano-Firenze, Bompiani, 2025, ISBN 978-88-301-0698-7.

### Sceneggiature
- M - Il figlio del secolo, regia di Joe Wright – miniserie TV (2025)

### Saggi
- Guerra. Narrazioni e culture nella tradizione occidentale, Collana Saggi, Roma, Donzelli, 2003, ISBN 978-88-7989-776-1. - Nuova edizione con una postfazione dell'Autore, Donzelli, 2007, ISBN 978-88-603-6188-2.
- Guerra. Il grande racconto delle armi da Omero ai giorni nostri, Nuova ed. ampliata e aggiornata, Collana Saggi, Milano-Firenze, Bompiani, 2022, ISBN 978-88-301-0961-2.
- Televisioni di guerra. Il conflitto del Golfo come evento mediatico e il paradosso dello spettatore totale, Collana Culture, Ombre Corte, 2003, ISBN 978-88-8700-938-5.
- La letteratura dell'inesperienza. Scrivere romanzi al tempo della televisione, Collana Saggi n.350, Milano, Bompiani, 2006, ISBN 978-88-4525-743-8.
- Gli anni che non stiamo vivendo. Il tempo della cronaca, Collana Overlook, Milano, Bompiani, 2010, ISBN 978-88-452-6456-6.
- Letteratura e sopravvivenza. La retorica letteraria di fronte alla violenza, Collana Studi, Milano, Bompiani, 2012, ISBN 978-88-4527-104-5.
- Dal tragico all'osceno. Raccontare la morte nel XXI secolo, Collana grandi tascabili. Agone, Milano, Bompiani, 2016, ISBN 978-88-452-8187-7.
- La fuga di Enea. Salvare la città in fiamme, Milano, Solferino, 2021, ISBN 978-88-282-0766-5.
- Fascismo e populismo. Mussolini oggi, Collana PasSaggi, Milano-Firenze, Bompiani, 2023, ISBN 978-88-301-0870-7.

### Documentari
- Antonio Scurati e Lorenzo Scurati, La stagione dell'amore, Dvd con libro, Roma, Fandango, 2010, ISBN 978-88-604-4170-6.

### Podcast
- Scurati racconta il delitto Matteotti, in collaborazione con la Repubblica, 2024